# Lawrence (Nowa Zelandia)
Lawrence – miasto w Nowej Zelandii, na Wyspie Południowej, w regionie Otago.